# Prima Cool
 (janvier 2025).
Le contenu est difficilement compréhensible vu les erreurs de traduction, qui sont peut-être dues à l'utilisation d'un logiciel de traduction automatique.
Prima Cool est une chaîne de télévision tchèque. C'est la deuxième chaîne de FTV Prima. L'émission s'adresse principalement à la jeune génération âgée de 13 à 40 ans.

## Diffusion
La station diffuse en radiodiffusion numérique terrestre dans le multiplex 2 des radiocommunications tchèques, dans le réseau de transition 12 et dans le multiplex 22. Il peut également être réglé via la réception par satellite ou par câble dans une partie de la République Tchèque.
Au moment du lancement, la station a partagé l'émission avec la station R1, qui est l'émission régionale de TV Prima. R1 diffusé le matin, Prima Cool l'après-midi et le soir. Pour le moment, Prima Cool diffuse toujours.

## Histoire
La deuxième chaîne de FTV Prima, Cool TV (maintenant Prima Cool), a commencé à diffuser le 1er avril 2009 à 18 heures. C'était l'une des premières chaînes thématiques tchèques. L'émission a débuté avec le court métrage The Birth of a New Television. C'est suivi par la diffusion des séries Futurama, Angel, Brainiac: Crazy Science, de la sitcom Chuck et ainsi que de longs métrages. La chaîne est très populaire dès ses débuts[réf. nécessaire]. À l'origine, la deuxième station de FTV Prima était censée être la chaîne Prima Klub destinée aux femmes, mais le projet a été abandonné puis renouvelé plus tad sous le nom de Prima Love.
En 2011, Prima Cool a commencé à diffuser le jeu télévisé Re-Play présenté par Alžběta Trojanová, cette émission étant la première production télévisée originale. Plus tard, en 2014 en télévision2014, le diffusion de l'émission COOL Train a débuté et la chaîne a commencé à être disponible sur Skylink en qualité HD. Prima Cool propose également d'autres œuvres originales,.

## Programme
Le programme de la station est principalement axé sur les premières de séries américaines. Contrairement aux séries, les films diffusés sont souvent plus anciens et moins connus. Il diffuse également des émissions de téléréalité étrangères (Fear Factor, Ninja Factor, Demolition Masters, Who Survives ou MythBusters). À Prima Cool, les spectateurs peuvent regarder la ligue des champions de l'UEFA à partir de 2012.
Prima Cool propose également ses propres programmes originaux, tels que Re-Play (axé sur les nouvelles du monde des jeux vidéo) ou Hell's Challenge (modéré par Iva Pazderková).

## Programmes diffusés

### Programme original
| Courant              | Courant                                                           |
| -------------------- | ----------------------------------------------------------------- |
| Re-Play              | Le programme sur les jeux informatiques, diffusion (2011-présent) |
| COOL E-Sport         | Le programme e-sports, diffusé (2018-présent)                     |
| Autosalon            | Le magazine sur les voitures, diffusé (2010-présent)              |
| COOL Wave            | Le émission de téléréalité de surf, diffusion (2018-présent)      |
| COOL Feed            | Le petit magazine quotidien, diffusé (2018-présent)               |
| Vandráci             | Le programme de voyage, diffusion (2018-présent)                  |
| Úplně debilní zprávy | Le programme d'information animé par Sonia Edde                   |

#### Ancien
- Demandes (2014-2017)
- Un dur travail
- On joue avec Ali
- Les partenaires d'Ali
- L'enfer d'un défi
- Moto sur la route
- Expérience des chasseurs
- Commando d'élite en gros plan

### Programme étranger
Courant
- American Crime Story (American Crime Story)
- American Horror Story (American Horror Story)

- Americký chopper (American Chopper)
- El Chapo (El Chapo)
- Futurama (Futurama)
- Holky za mřížemi (Orange Is the New Black)
- Hvězdná brána (Stargate SG-1)
- Námořní vyšetřovací služba L.A. (NCIS: Los Angeles)
- Pevnost Boyard (Fort Boyard)
- Podivuhodná dobrodružství Vladimíra Smolíka (Mézga Aladár különös kalandjai)
- Poslední loď (The Last Ship)
- Simpsonovi (Les Simpsons)
- Špinavá práce (Dirty Jobs)
- Teorie velkého třesku (The Big Bang Theory)
- Top Gear (Top Gear)
- Tyran (Tyrant)